# Aïchatou Maïnassara
Pour les articles homonymes, voir Maïnassara.
Aïchatou Maïnassara est une femme politique nigérienne née le 16 août 1971 à Niamey au Niger et morte le 5 avril 2020, membre du Mouvement patriotique nigérien.

## Carrière
Avant d'entrer en politique, Maïnassara travaille au ministère nigérien des Finances à Tahoua comme inspectrice principale du Trésor.
Maïnassara est élue à l'Assemblée nationale du Niger lors des élections générales nigériennes de 2016 dans la région de Dosso pour le Mouvement patriotique nigérien. Son parti remporte cinq sièges sur les 171 du Parlement et devient alors membre de la coalition gouvernementale.  Elle est la seule femme députée de son parti et l'une des vingt-neuf femmes membres de l'Assemblée nationale. 
En 2019, elle quitte son parti en annonçant son soutien au président Mahamadou Issoufou. 
Après sa mort le 5 avril 2020, elle est remplacée à son siège parlementaire par Hadjia Mallam Makka. 

## Vie privée
Aïchatou Maïnassara a sept enfants.